# 圣安多宁圣殿
圣安多宁圣殿（Basilica di Sant'Antonino）是一个中世纪罗马天主教宗座圣殿，位于意大利北部城市皮亚琴察。圣安多宁是该市的主保圣人。

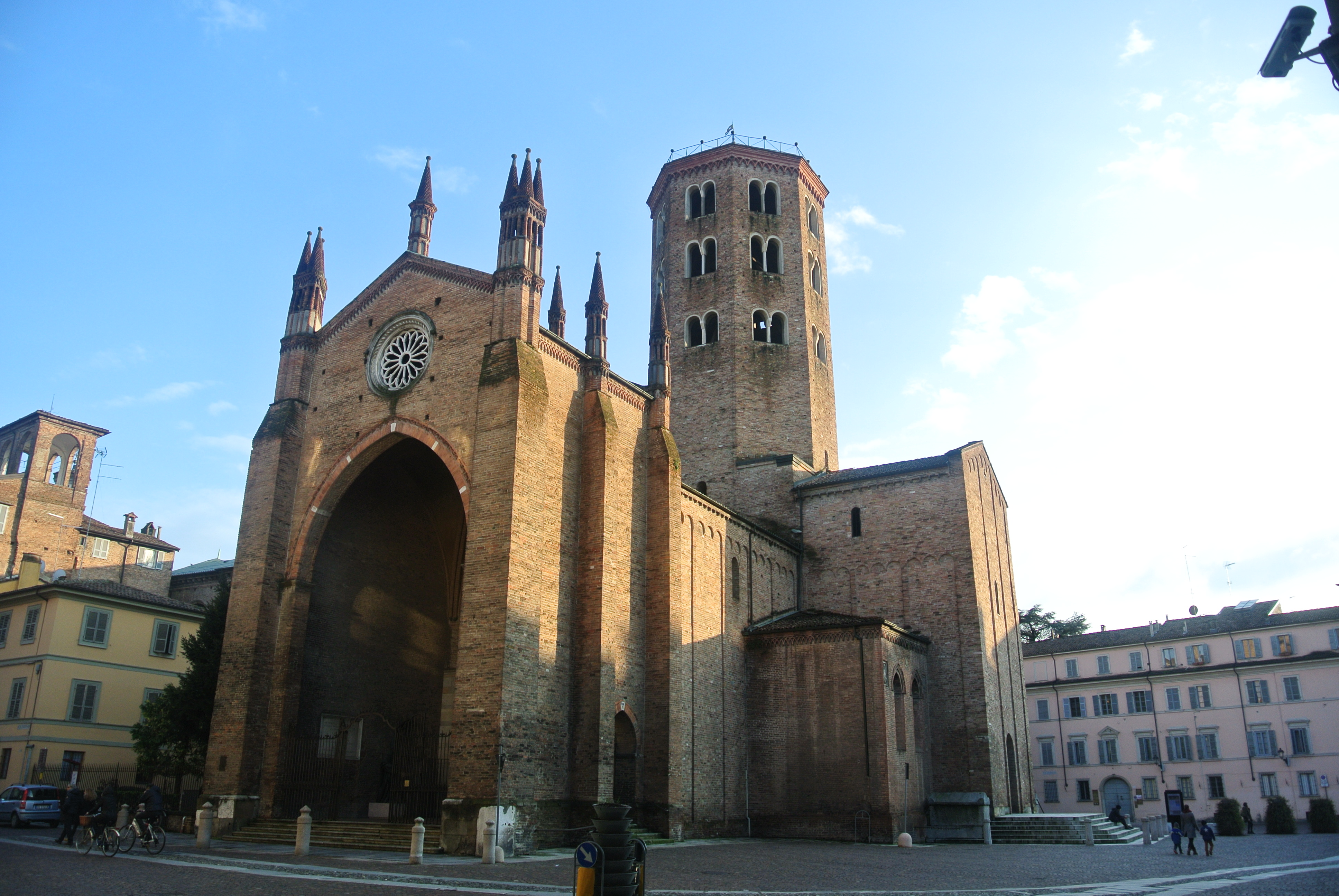
圣安多宁圣殿

## 历史
这座朝圣路线上的宗座圣殿是由彼得·瓦戈设计于1350年。1998年，额我略十世的一个大型雕像，被放置在巨大的天堂之门（Portico of Paradise）下。门廊完成于12世纪。在19世纪内部增加了伪哥特式装饰。相邻的修道院追溯到1483年。
堂内许多艺术品已被转移到市政画廊，保留下来的作品有一幅圣母像。